# 구글 스퀘어드

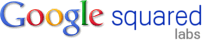

구글 스퀘어드(Google Squared)는 구글의 정보 추출 및 관계 추출 제품이었다. 2009년 5월 12일 울프럼 알파 출시에 맞춰 발표되었으며 2009년 6월 3일 구글 랩스에서 출시되었다. 구글 랩스의 단계적 폐지의 일환으로 구글 스퀘어드는 2011년 9월 5일 종료되었다.
스퀘어드는 구글의 뉴욕 사무실에서 개발되었다. 이는 웹상의 정보를 이해하고 이를 새로운 방식으로 제시하려는 구글의 첫 번째 중요한 노력의 산물이었다.
구글 스퀘어드는 웹 전체에서 구조화된 데이터를 추출하고 그 결과를 스프레드시트와 같은 형식으로 표시했다. 각 검색 쿼리는 자체 열 집합(검색 주제와 관련된 공통 속성)이 있는 검색 결과 테이블을 반환했다. 서치 엔진 워치(Search Engine Watch)의 나다니아 존슨(Nathania Johnson)은 스퀘어드를 "아마도 ... 구글의 중요한 업적 중 하나"라고 설명했다.

## 같이 보기
- 구글의 제품 목록